# 南陽市

南陽市中心部周辺の空中写真。画像下部中央の市街地が赤湯地区。画像左上部の市街地が宮内地区。画像右の水田に見える小さな湖は白竜湖。2016年6月18日撮影の28枚を合成作成。
。

南陽市（なんようし）は、山形県の南東にある人口約3万人の市。赤湯温泉や鶴の恩返しの民話が伝わる里として知られる。1967年（昭和42年）市制施行。

## 地理

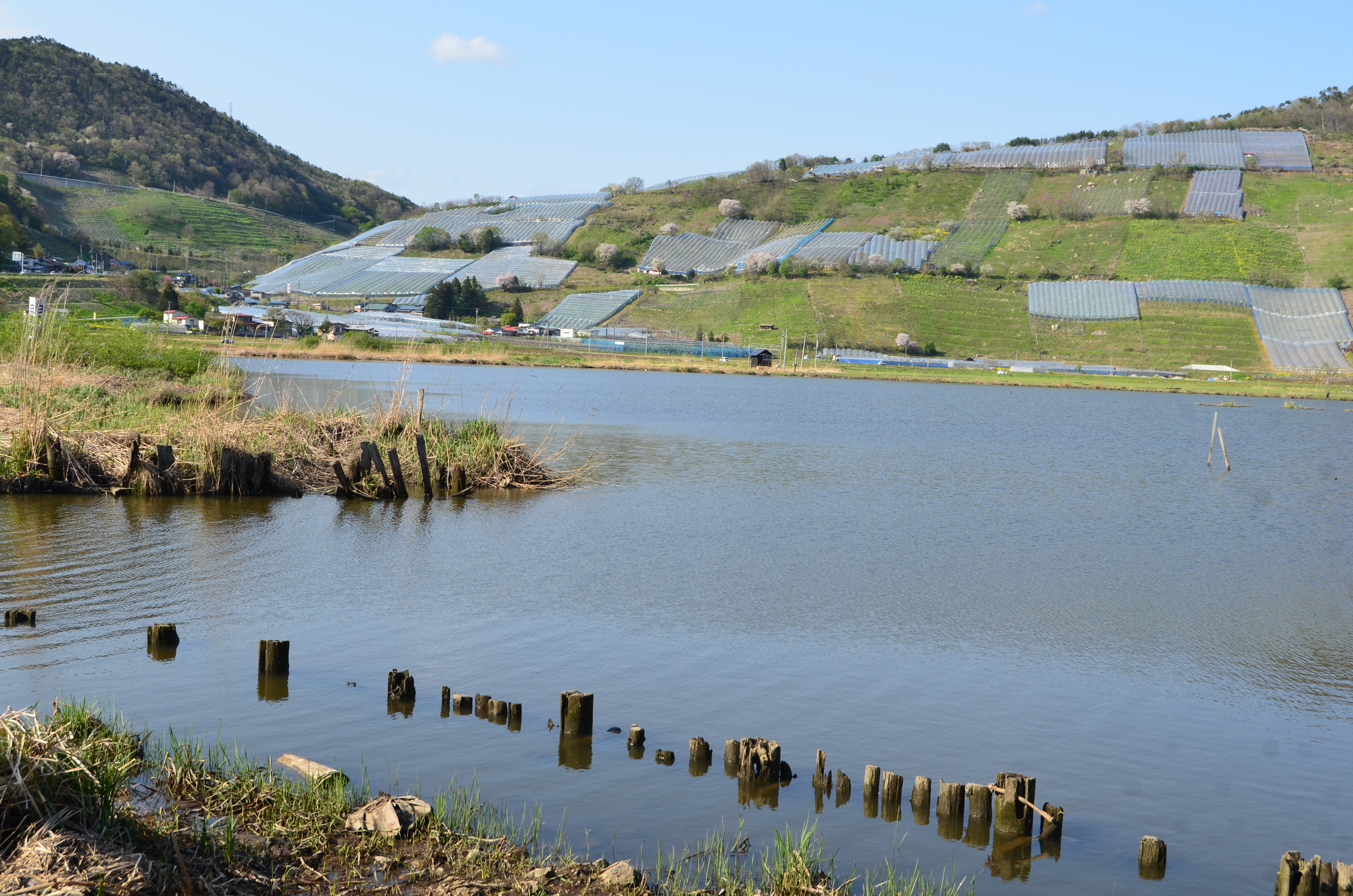
白竜湖

南陽市は、置賜盆地の北部に位置し、市の北部は白鷹丘陵、南部は平地が開け、最上川を南端とする。標高は平野部で200メートル程、北部山間部で450メートル程である。
- 山：白鷹山、大洞山、高ツムジ山
- 河川：最上川旧河川、吉野川、織機川
- 湖沼：白竜湖

## 歴史
- 1967年（昭和42年）[1]
  - 東置賜郡赤湯町・宮内町・和郷村の新設合併により南陽市が発足。山形県内では13市目。
  - 羽越水害。市内各地で床上、床下浸水3117棟の被害。
- 1968年（昭和43年） - 南陽市民会館完成。（2015年閉館）
- 1974年（昭和49年） - 吉野鉱山閉山。
- 1980年（昭和55年） - 稲荷森古墳、国の史跡に指定（県内最大で東北で6番目に大きい前方後円墳）。
- 1988年（昭和63年） - 山形鉄道フラワー長井線開業。（旧JR長井線)
- 1989年（平成元年） - 南陽市武道場、向山公園完成。
- 1992年（平成4年） - ハイジアパーク南陽オープン。
- 1996年（平成8年） - 南陽市中央花公園（南陽市民体育館）完成。
- 2001年（平成13年） - えくぼプラザ（南陽市立図書館）完成。
- 2013年（平成25年） - 豪雨被害。市内2つの河川が氾濫。小滝地区で住宅1戸全壊などの被害。
- 2014年（平成26年） - 平成26年台風第8号による集中豪雨被害。市内2つの河川が氾濫し赤湯地区などで1,200棟が床上浸水。災害救助法の適用を受ける[2]。
- 2015年（平成27年） - 
  - 市役所庁舎脇に南陽市文化会館完成。
  - 12月21日 - 文化会館が世界最大の木造コンサートホールとしてギネスに認定される[3]。
- 2016年（平成28年）7月2日 - 市役所に日本初のラーメン課が設置された[4]。
- 2019年（平成31年） - 東北中央自動車道南陽高畠IC-山形上山IC間開通により、市内に初めて高速道路が通る。（南陽PAも供用開始）これにより、仙台、福島、東京が高速道路で結ばれた。
- 2024年（令和6年） - 秋葉山で山火事。焼失面積は約137ha。148世帯410人に一時避難指示が発出された[5]。

## 市名の由来
合併時に宮内町と赤湯町の双方が新市名で譲らず、仲裁案として安孫子藤吉山形県知事（当時）が中国の故事である「南陽の菊水」から引用して命名した瑞祥地名である（市役所は中間地点に建てられた）。市名決定の経緯から、中国の南陽市とは1988年に友好都市として提携している。

## 行政
- 市長：白岩孝夫（2014年7月30日就任、3期目）

### 歴代市長
| 代・任期       | 氏名       | 就任          | 退任          |
| -------------- | ---------- | ------------- | ------------- |
| 市長職務執行者 | 佐藤義一   | 1967年4月1日  | 1967年4月17日 |
| 1 2期          | 佐藤義一   | 1967年4月28日 | 1975年3月29日 |
| 2 1期          | 遠藤東平   | 1975年4月28日 | 1978年3月10日 |
| 3 1期          | 須藤直一郎 | 1978年4月16日 | 1978年6月15日 |
| 4 2期          | 新山昌孝   | 1978年7月30日 | 1986年7月29日 |
| 5 3期          | 大竹俊博   | 1986年7月30日 | 1998年7月29日 |
| 6 2期          | 荒井幸昭   | 1998年7月30日 | 2006年7月29日 |
| 7 2期          | 塩田秀雄   | 2006年7月30日 | 2014年7月29日 |
| 8 2期          | 白岩孝夫   | 2014年7月30日 | 現職          |

### 議会
→詳細は「南陽市議会」を参照

## 経済

### 産業

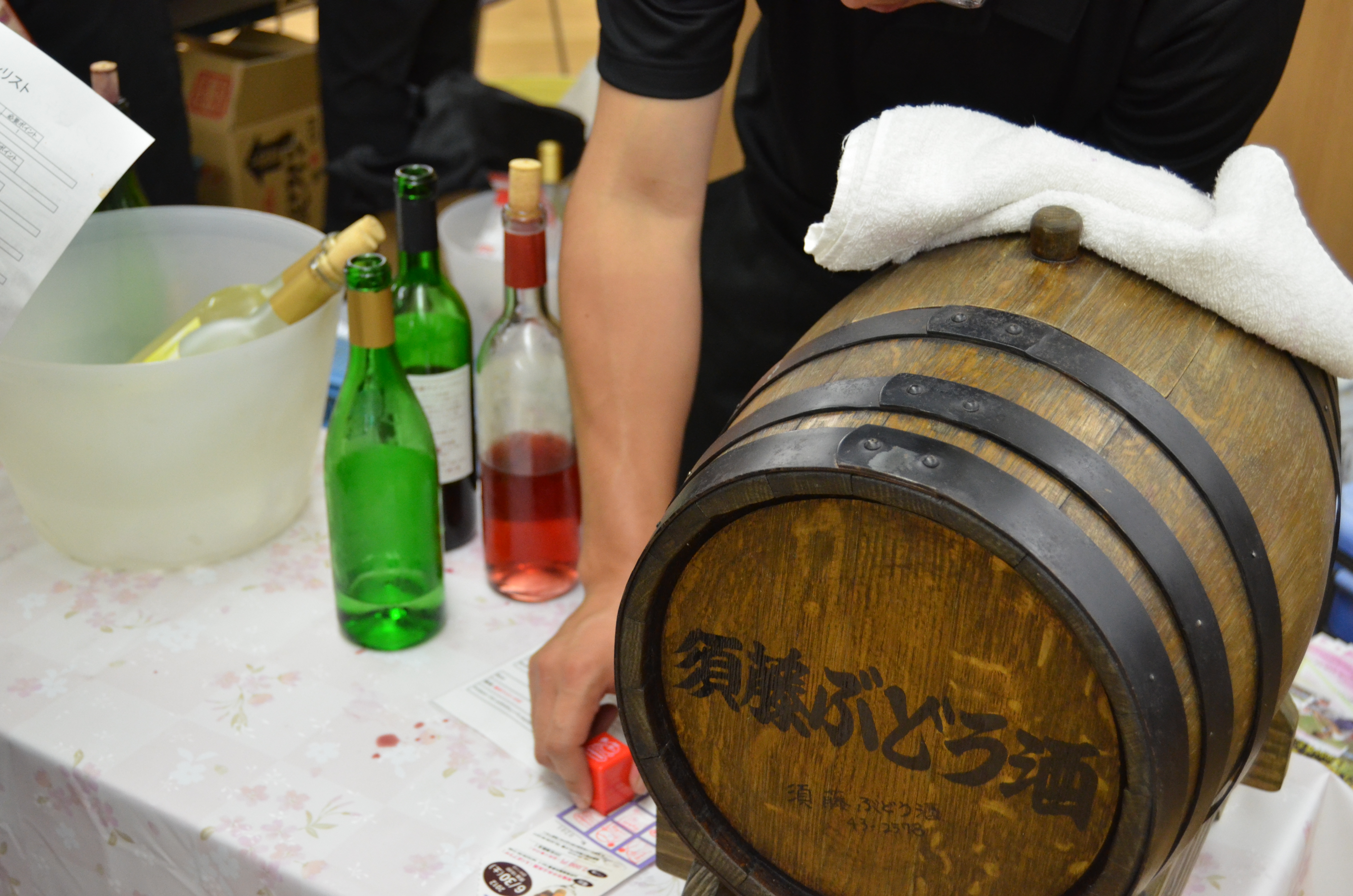
市内で生産されるワイン

- 農業（ぶどう）
- 漆山地区に南陽西工業団地がある。

### 南陽市に本社を置く主要企業
- かわでん：東証スタンダード市場上場（証券コード：6648） - 山形県で初めて上場した企業。
- エヌ・デーソフトウェア
- ナカノアパレル（東京から本社移転）
- 山形食品
- 宮内ハム
- 東の麓酒造有限会社

### 郵便局
- 南陽郵便局（集配局）
- 宮内郵便局（集配局）
- 宮内漆山郵便局
- 沖郷郵便局
- 梨郷郵便局
- 荻郵便局
- 赤湯駅前簡易郵便局
- 小岩沢簡易郵便局

### 金融機関
- 山形銀行南陽支店
- きらやか銀行赤湯支店・宮内支店

## 姉妹都市・提携都市
- 南陽市（中華人民共和国河南省）
1988年（昭和63年）10月6日友好都市提携[7]。
- 燕市（新潟県）
2015年（平成27年）6月25日災害相互応援協定。

## 地域

### 人口
| |                                        |  |
| 南陽市と全国の年齢別人口分布（2005年） | 南陽市の年齢・男女別人口分布（2005年） |  |
| ■紫色 ― 南陽市 ■緑色 ― 日本全国 | ■青色 ― 男性 ■赤色 ― 女性              |  |
| 南陽市（に相当する地域）の人口の推移 \| 1970年（昭和45年） \| 37,271人 \| \| \| 1975年（昭和50年） \| 36,311人 \| \| \| 1980年（昭和55年） \| 36,682人 \| \| \| 1985年（昭和60年） \| 37,146人 \| \| \| 1990年（平成2年） \| 36,977人 \| \| \| 1995年（平成7年） \| 36,810人 \| \| \| 2000年（平成12年） \| 36,191人 \| \| \| 2005年（平成17年） \| 35,190人 \| \| \| 2010年（平成22年） \| 33,658人 \| \| \| 2015年（平成27年） \| 32,285人 \| \| \| 2020年（令和2年） \| 30,420人 \| \| |                                        |  |
| 総務省統計局 国勢調査より |                                        |  |
| 1970年（昭和45年） | 37,271人                               |  |
| 1975年（昭和50年） | 36,311人                               |  |
| 1980年（昭和55年） | 36,682人                               |  |
| 1985年（昭和60年） | 37,146人                               |  |
| 1990年（平成2年） | 36,977人                               |  |
| 1995年（平成7年） | 36,810人                               |  |
| 2000年（平成12年） | 36,191人                               |  |
| 2005年（平成17年） | 35,190人                               |  |
| 2010年（平成22年） | 33,658人                               |  |
| 2015年（平成27年） | 32,285人                               |  |
| 2020年（令和2年） | 30,420人                               |  |

## 教育

### 高等学校
- 山形県立南陽高等学校

### 中学校
- 南陽市立宮内中学校
2010年4月、宮内中学校、漆山中学校、吉野中学校が統合し開校
- 南陽市立赤湯中学校
2010年4月、赤湯中学校、中川中学校が統合し開校
- 南陽市立沖郷中学校
2010年4月、沖郷中学校、梨郷中学校が統合し開校

### 小学校
- 南陽市立赤湯小学校
- 南陽市立漆山小学校
- 南陽市立沖郷小学校
- 南陽市立荻小学校（2024年より休校中）

- 南陽市立中川小学校
- 南陽市立宮内小学校
- 南陽市立梨郷小学校

## 交通
置賜地方の交通の要衝としての役割を果たしている。

### 鉄道路線

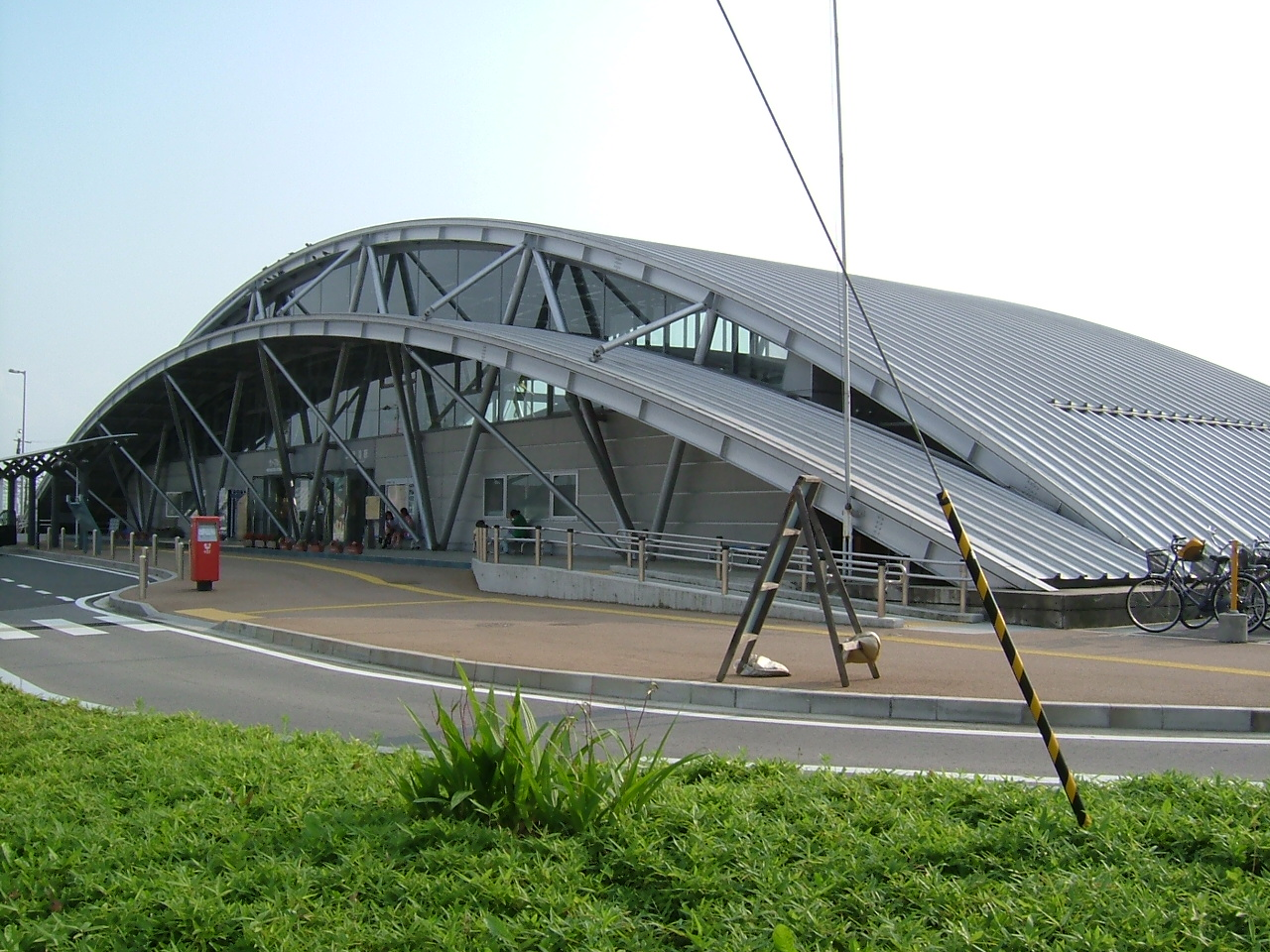
赤湯駅

東日本旅客鉄道（JR東日本）
- 奥羽本線（山形線）
  - 赤湯駅 - 中川駅

このうち赤湯駅は山形新幹線が停車する駅である。
山形鉄道
- フラワー長井線
  - 赤湯駅 - 南陽市役所駅 - 宮内駅 - おりはた駅 - 梨郷駅
- 中心となる駅：赤湯駅

### バス
高速・都市間バス
- 東北急行バス「レインボー号」：赤湯温泉口
- 山交バス・新潟交通「Zao号」：南陽市役所前

路線バス
- 山交バス：小滝地区
- 北部地区バス（赤湯駅 - 小滝不動尊前、赤湯観光バスに受託）
- 西部地区バス（南陽病院 - 置賜病院、赤湯観光バスに受託）
- 中川地区バス（南陽病院 - 元中山公民館、米沢バス観光に委託）

### 道路
- 高速道路
  - E13 東北中央自動車道
    - （高畠町） - 南陽PA - （上山市）

  - 新潟山形南部連絡道路（赤湯バイパス）
- 一般国道
  - 国道13号
  - 国道113号
  - 国道348号
  - 国道399号
- 主要地方道
  - 山形県道3号米沢南陽白鷹線
  - 山形県道5号山形南陽線

## 名所・旧跡・観光スポット・祭事・催事
- 南陽の菊まつり
- 烏帽子山公園（日本さくら名所100選）
- 烏帽子山八幡宮
- 赤湯温泉

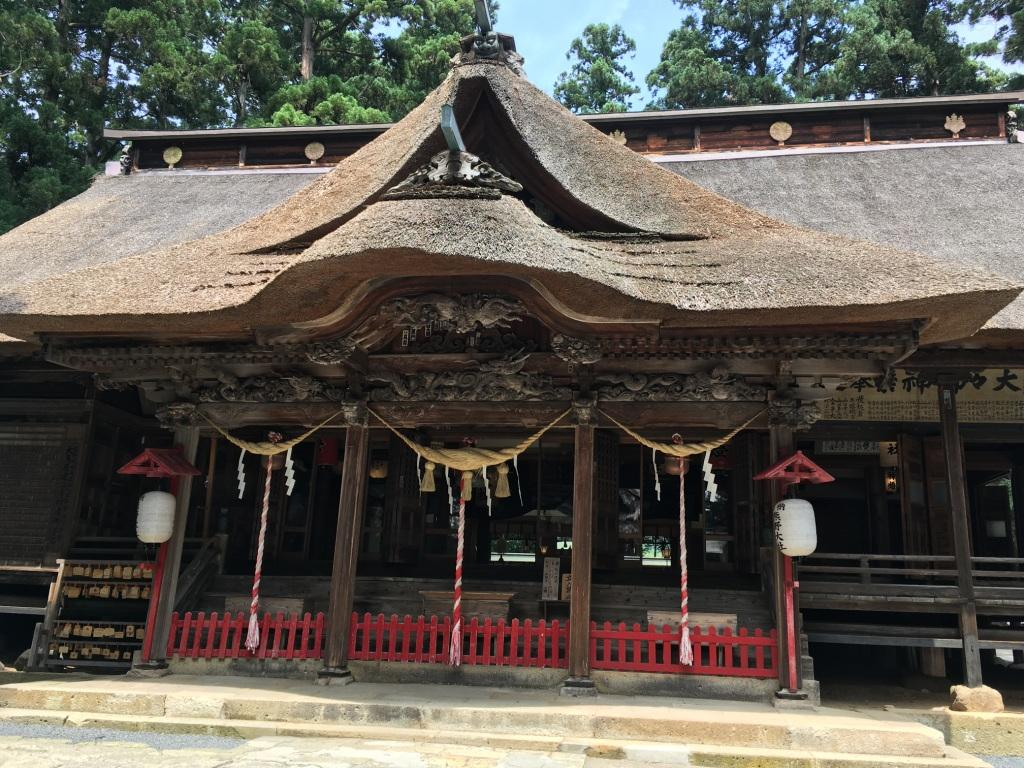
熊野神社

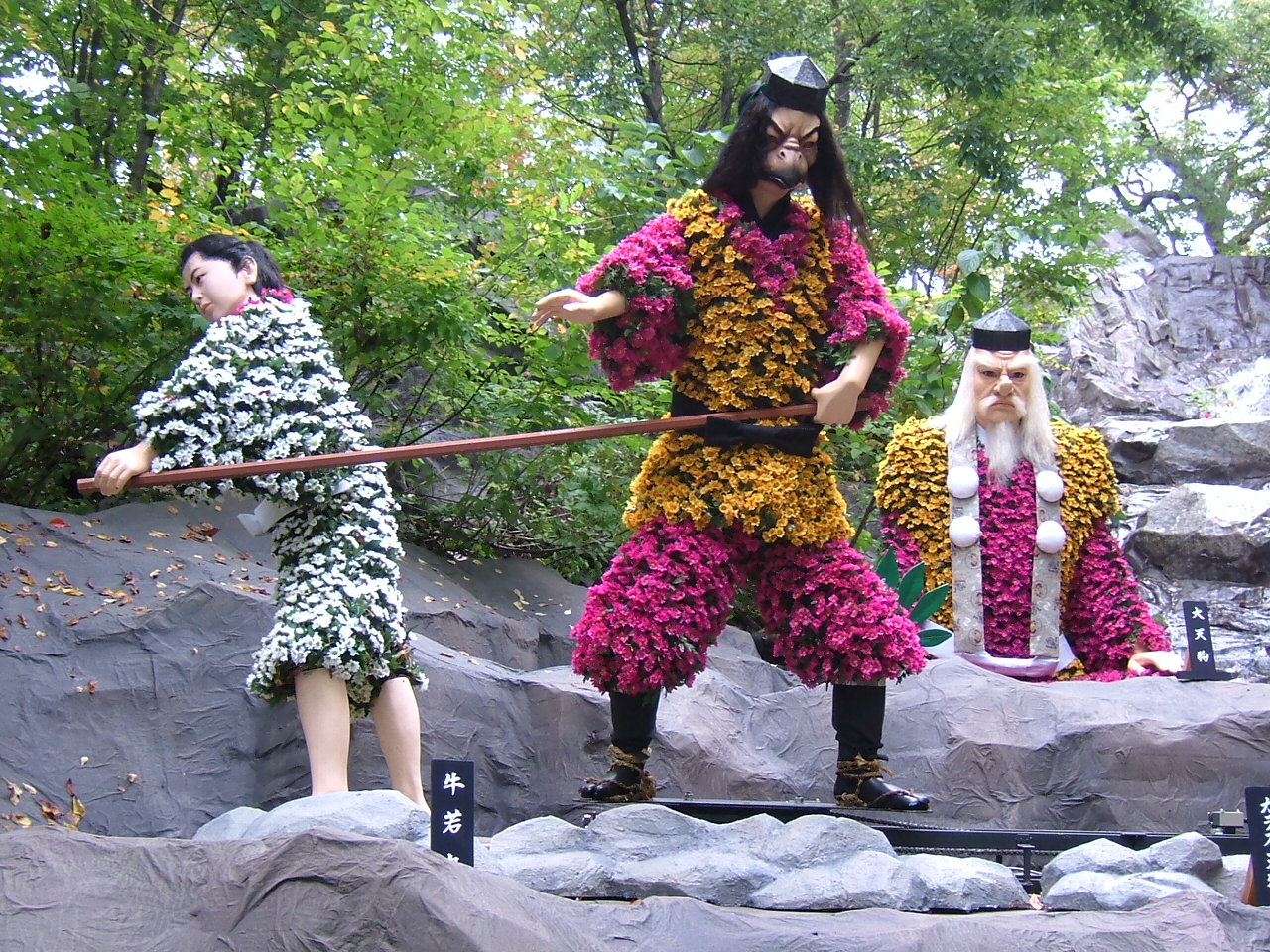
南陽の菊まつり

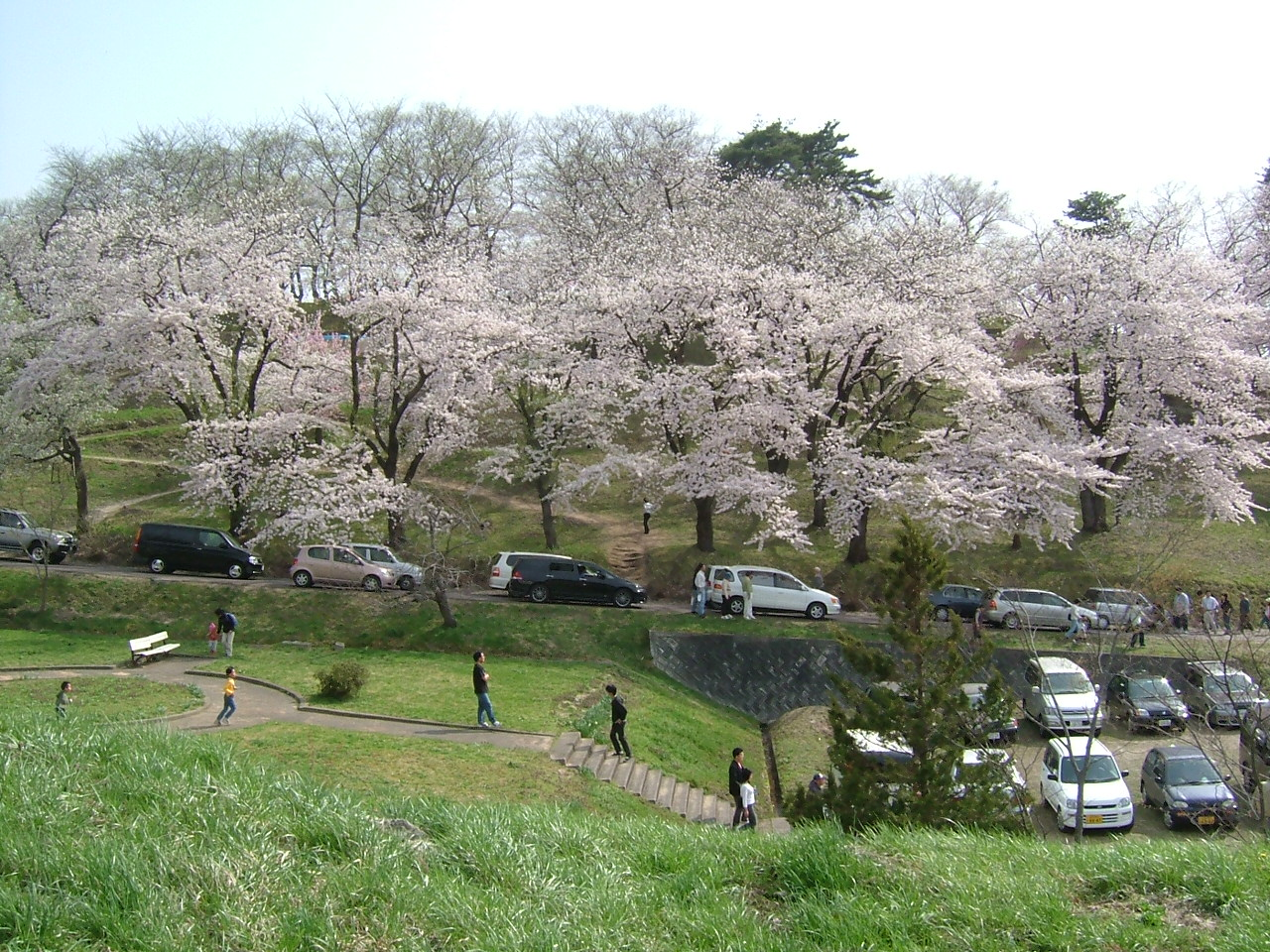
烏帽子山公園の桜

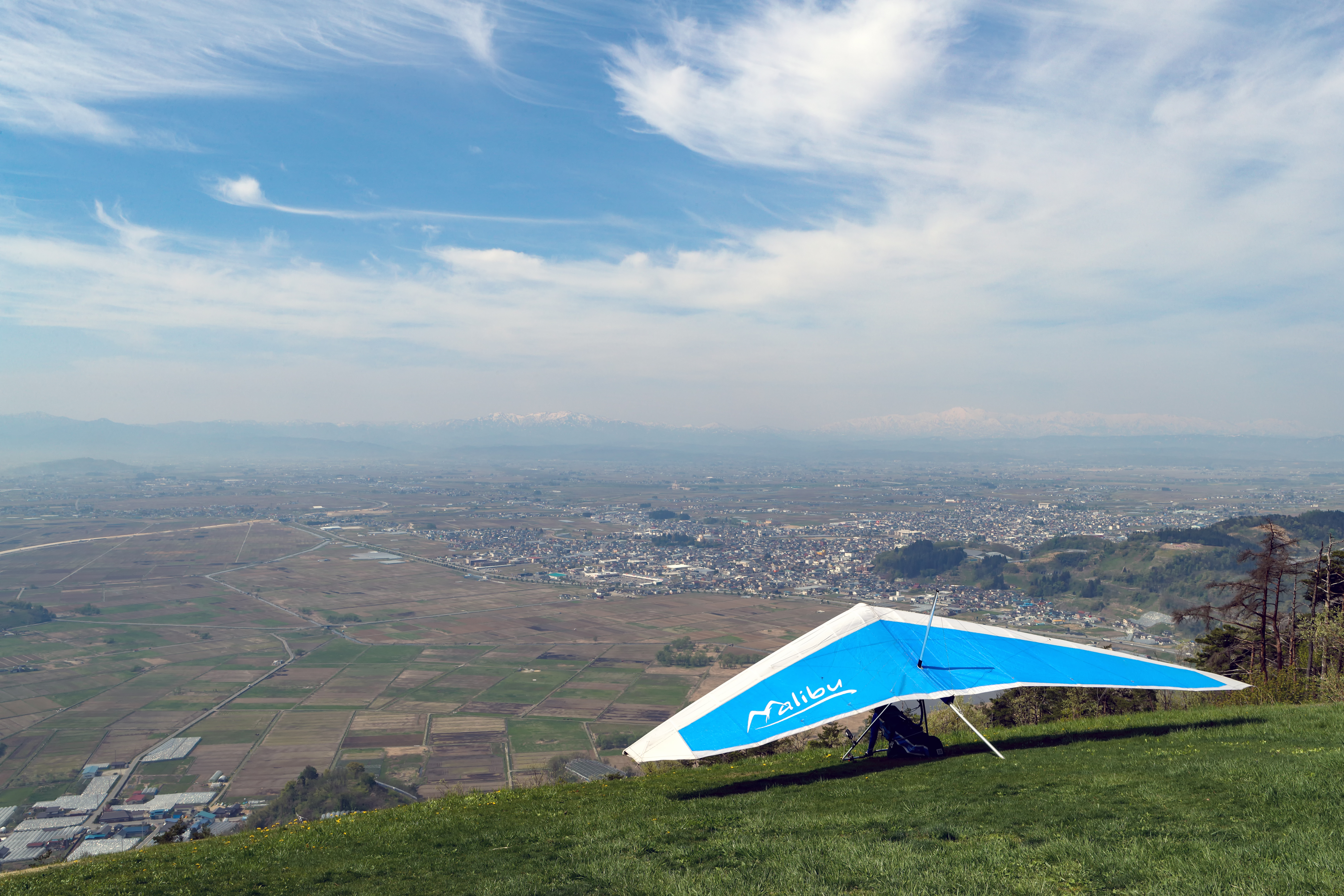
南陽スカイパークから南陽市市街を望む

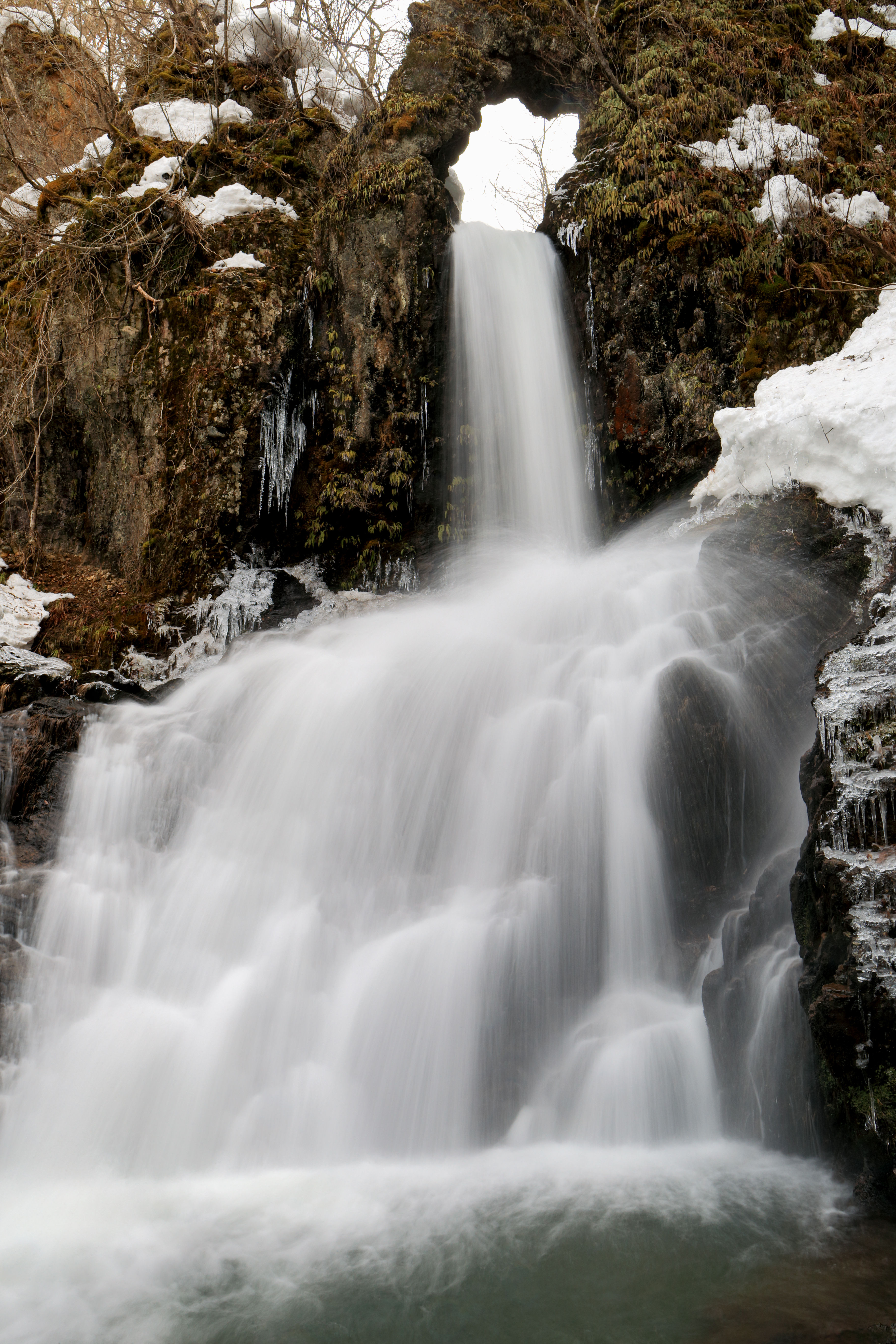
くぐり滝

- 稲荷森古墳（国の史跡、山形県最大の前方後円墳）
- 熊野大社（日本三熊野の一つ）
- 岩部山三十三観音（磨崖仏）
- 珍蔵寺
- 梨郷神社
- 南陽スカイパーク
- ハイジアパーク南陽
- 夕鶴の里
- 南陽市立結城豊太郎記念館
- 白鷹山
- くぐり滝
- 小滝わらび園
- 荻わらび園
- 妹背の松

## 著名な出身者
- 星岳雄 - 経済学者、スタンフォード大学教授
- 井上京子 - プロレスラー
- 菅井信也 - プロ野球選手
- 須貝智郎 - 農業、シンガーソングライター
- 須藤克三 - 教育者、児童文学者
- 須藤憲三 - 医学者、金沢医科大学学長
- 橘ノ圓 (3代目) - 落語家
- 宇留木康二 - 俳優
- 中村映里子 - 女優
- 錦三郎 - 歌人、クモ研究家
- 水谷修 - 教育者
- 結城豊太郎 - 銀行家、政治家
- 水心子正秀 - 江戸時代後期の刀工、泰平の世で衰退した日本刀を復興させた。いわゆる新々刀の祖。
- 池田めぐみ - フェンシング選手
- 若杉嘉津子 - 女優
- 深町秋生 - 作家
- 黒江哲郎 - 防衛官僚、第31代防衛事務次官
- 結城よしを - 童謡詩人。代表作に『ないしょ話』